# Mińsk Wschodni
Mińsk Wschodni (biał. Мінск-Усходні, ros. Минск-Восточный) – stacja kolejowa w Mińsku, na Białorusi. Leży na linii Moskwa - Mińsk - Brześć.